# Коафи ле О
Коафи ле О (фр. Coiffy-le-Haut) насеље је и општина у североисточној Француској у региону Шампањ-Арден, у департману Горња Марна која припада префектури Лангр.
По подацима из 2011. године у општини је живело 120 становника, а густина насељености је износила 12,44 становника/km². Општина се простире на површини од 9,65 km². Налази се на средњој надморској висини од 420 метара.

## Демографија
| 1962. | 1968. | 1975. | 1982. | 1990. | 1999. | 2011. |
| ----- | ----- | ----- | ----- | ----- | ----- | ----- |
| 190   | 193   | 160   | 151   | 144   | 132   | 120   |

График промене броја становника у току последњих година